# Sonsonate
La ciutat de Sonsonate és un municipi del Salvador, capçalera del departament homònim de Sonsonate, que es troba a 62 kilòmetres de la capital d'El Salvador, San Salvador i a 19 km d'Acajutla. La ciutat de Sonsonate té una població de 71.541 habitants (2007), la dissetena ciutat del país per nombre d'habitants. La ciutat és un activa plaça comercial a causa dels cultius de cafè a les àrees properes.
La ciutat va ser fundada el 1552 amb el nom de vila de la Santíssima Trinitat de Sonsonate. Durant l'època colonial va ser seu de l'alcaldia major de Sonsonate. El 1824 va rebre el títol de ciutat i va ser designada capçalera departamental. Va ser capital de la República Federal d'Amèrica Central el 1834, abans que les supremes autoritats federals es traslladessin a San Salvador, tercera i última capital de la Federació. Va ser designada com a seu de la Dieta de Sonsonate, una de les conferències unionistes centreamericanes, que havia de reunir-se el 1846 i que no va arribar a donar cap resultat, encara que diversos delegats de Costa Rica, El Salvador, Guatemala i Hondures van arribar a la població amb aquest propòsit. Va ser una de les ciutats protagonistes de l'aixecament camperol de 1932.
Sonsonate es distingeix entre altres riqueses pròpies, per la seva tradicional celebració de la Setmana Santa i, de manera específica, la gran i molt concorreguda processó del Sant Enterrament de Crist el Divendres Sant a la tarda i que s'estén fins dissabte al matí, una veritable celebració on els seus habitants i els turistes posen de manifest la seva religiositat.
Entre les seves riqueses arquitectòniques destaquen la imponent catedral dedicada a la Santíssima Trinitat, l'església colonial de Sant Domènec al barri del Centre i l'església El Pilar al barri del mateix nom. L'any 2008 es va concloure la remodelació de les instal·lacions de l'Alcaldia Municipal de Sonsonate convertint-la en el nou Palau Municipal amb la seva façana antiga i retornant-li la seva veritable riquesa arquitectònica, obra que inicià l'alcalde Manuel Arce (QDDG) i que va finalitzar l'actual alcalde senyor Roberto Aquino.